# Championnat d'Europe féminin de basket-ball 2011
Pour les articles homonymes, voir Euro 2011.
Navigation
Euro 2009 (Lettonie) Euro 2013 (France)
Le championnat d’Europe de basket-ball féminin 2011 (officiellement FIBA EuroBasket Women 2011) se déroule en Pologne du 18 juin au 3 juillet 2011.

## Équipes participantes et groupes
La Pologne est qualifiée pour la compétition en tant que nation hôte. De même, les six équipes européennes qui ont participé au championnat du monde 2010, à savoir la France, championne d'Europe en titre, la Russie, l'Espagne, la Biélorussie, la Grèce et la République tchèque, sont également qualifiées d'office.
Huit équipes se sont qualifiées lors d'une phase de qualification disputée durant l'été 2010. Les équipes sont la Lituanie, Croatie qualifiés dans le groupe A de qualification, Israël et  Lettonie pour le groupe B, Turquie et Monténégro pour le C et enfin Grande-Bretagne et Slovaquie pour le dernier groupe.
Le dernier qualifié est déterminé par une nouvelle phase de qualification (Additional Qualifying Tournaments) se déroulant au printemps 2011 et concernant dix équipes. Cette phase se déroule par un premier tour sous la forme de deux groupes disputés en Italie et en Hongrie. Les deux équipes vainqueurs de ces groupes s'affrontent ensuite en match aller-retour les 12 et 15 juin 2011 pour déterminer le seizième participant au championnat d'Europe. Ce dernier qualifié fut l'Allemagne.
Le tirage au sort des groupes a eu lieu le 11 décembre 2010 à Lodz en Pologne.
L'organisation du prochain championnat d'Europe, en 2013, a été attribué à la France.

## Compétitions

### Tour préliminaire
- Les trois premiers de chaque groupe sont qualifiés pour les poules de huitièmes de finale. Les équipes à égalité de points se départagent selon leur match particulier.

| Groupe A (Bydgoszcz) | Groupe A (Bydgoszcz) | Groupe A (Bydgoszcz) | Groupe A (Bydgoszcz) | Groupe A (Bydgoszcz) | Groupe A (Bydgoszcz) | Groupe A (Bydgoszcz) | Groupe A (Bydgoszcz) | Groupe A (Bydgoszcz) |
|                      | Équipe               | Pts                  | G                    | P                    | PP                   | PC                   | Diff                 | Dép                  |
| -------------------- | -------------------- | -------------------- | -------------------- | -------------------- | -------------------- | -------------------- | -------------------- | -------------------- |
| 1                    | Lituanie             | 5                    | 2                    | 1                    | 186                  | 179                  | +7                   | +12                  |
| 2                    | Russie               | 5                    | 2                    | 1                    | 212                  | 207                  | +5                   | -12                  |
| 3                    | Turquie              | 4                    | 1                    | 2                    | 199                  | 204                  | -5                   | +16                  |
| 4                    | Slovaquie            | 4                    | 1                    | 2                    | 183                  | 190                  | -7                   | -16                  |

| 18 juin 2011 | Turquie   | 58 - 64 |  | Lituanie  |
| 18 juin 2011 | Russie    | 68 - 66 |  | Slovaquie |
| 19 juin 2011 | Slovaquie | 60 - 76 |  | Turquie   |
| 19 juin 2011 | Lituanie  | 76 - 64 |  | Russie    |
| 20 juin 2011 | Slovaquie | 57 - 46 |  | Lituanie  |
| 20 juin 2011 | Turquie   | 65 - 80 |  | Russie    |

| Groupe B (Bydgoszcz) | Groupe B (Bydgoszcz) | Groupe B (Bydgoszcz) | Groupe B (Bydgoszcz) | Groupe B (Bydgoszcz) | Groupe B (Bydgoszcz) | Groupe B (Bydgoszcz) | Groupe B (Bydgoszcz) | Groupe B (Bydgoszcz) |
|                      | Équipe               | Pts                  | G                    | P                    | PP                   | PC                   | Diff                 | Dép                  |
| -------------------- | -------------------- | -------------------- | -------------------- | -------------------- | -------------------- | -------------------- | -------------------- | -------------------- |
| 1                    | République tchèque   | 6                    | 3                    | 0                    | 199                  | 163                  | +36                  |                      |
| 2                    | Biélorussie          | 5                    | 2                    | 1                    | 185                  | 148                  | +37                  |                      |
| 3                    | Grande-Bretagne      | 4                    | 1                    | 2                    | 159                  | 166                  | -7                   |                      |
| 4                    | Israël               | 3                    | 0                    | 3                    | 148                  | 214                  | -66                  |                      |

| 18 juin 2011 | Biélorussie        | 55 - 40 |  | Grande-Bretagne    |
| 18 juin 2011 | République tchèque | 72 - 56 |  | Israël             |
| 19 juin 2011 | Israël             | 41 - 68 |  | Biélorussie        |
| 19 juin 2011 | Grande-Bretagne    | 45 - 60 |  | République tchèque |
| 20 juin 2011 | Grande-Bretagne    | 74 - 51 |  | Israël             |
| 20 juin 2011 | République tchèque | 67 - 62 |  | Biélorussie        |

| Groupe C (Katowice) | Groupe C (Katowice) | Groupe C (Katowice) | Groupe C (Katowice) | Groupe C (Katowice) | Groupe C (Katowice) | Groupe C (Katowice) | Groupe C (Katowice) | Groupe C (Katowice) |
|                     | Équipe              | Pts                 | G                   | P                   | PP                  | PC                  | Diff                | Dép                 |
| ------------------- | ------------------- | ------------------- | ------------------- | ------------------- | ------------------- | ------------------- | ------------------- | ------------------- |
| 1                   | Monténégro          | 6                   | 3                   | 0                   | 212                 | 174                 | +38                 |                     |
| 2                   | Espagne             | 5                   | 2                   | 1                   | 214                 | 198                 | +16                 |                     |
| 3                   | Pologne             | 4                   | 1                   | 2                   | 191                 | 208                 | -17                 |                     |
| 4                   | Allemagne           | 3                   | 0                   | 3                   | 193                 | 230                 | -37                 |                     |

| 18 juin 2011 | Espagne    | 79 - 69 |  | Allemagne  |
| 18 juin 2011 | Pologne    | 53 - 70 |  | Monténégro |
| 19 juin 2011 | Monténégro | 66 - 57 |  | Espagne    |
| 19 juin 2011 | Allemagne  | 60 - 75 |  | Pologne    |
| 20 juin 2011 | Allemagne  | 64 - 76 |  | Monténégro |
| 20 juin 2011 | Pologne    | 63 - 78 |  | Espagne    |

| Groupe D (Katowice) | Groupe D (Katowice) | Groupe D (Katowice) | Groupe D (Katowice) | Groupe D (Katowice) | Groupe D (Katowice) | Groupe D (Katowice) | Groupe D (Katowice) | Groupe D (Katowice) |
|                     | Équipe              | Pts                 | G                   | P                   | PP                  | PC                  | Diff                | Dép                 |
| ------------------- | ------------------- | ------------------- | ------------------- | ------------------- | ------------------- | ------------------- | ------------------- | ------------------- |
| 1                   | Lettonie            | 5                   | 2                   | 1                   | 183                 | 184                 | -1                  | +3                  |
| 2                   | France              | 5                   | 2                   | 1                   | 206                 | 154                 | +52                 | -3                  |
| 3                   | Croatie             | 4                   | 1                   | 2                   | 166                 | 216                 | -50                 | +2                  |
| 4                   | Grèce               | 4                   | 1                   | 2                   | 185                 | 186                 | -1                  | -2                  |

| 18 juin 2011 | Grèce    | 67 - 57   |  | Lettonie |
| 18 juin 2011 | France   | 86 - 40   |  | Croatie  |
| 19 juin 2011 | Croatie  | 65 - 63   |  | Grèce    |
| 19 juin 2011 | Lettonie | 59 - 56ap |  | France   |
| 20 juin 2011 | Croatie  | 61 - 67   |  | Lettonie |
| 20 juin 2011 | Grèce    | 55 - 64   |  | France   |

### Tour principal
| Groupe E (Bydgoszcz) | Groupe E (Bydgoszcz) | Groupe E (Bydgoszcz) | Groupe E (Bydgoszcz) | Groupe E (Bydgoszcz) | Groupe E (Bydgoszcz) | Groupe E (Bydgoszcz) | Groupe E (Bydgoszcz) | Groupe E (Bydgoszcz) |
|                      | Équipe               | Pts                  | G                    | P                    | PP                   | PC                   | Diff                 | Dép                  |
| -------------------- | -------------------- | -------------------- | -------------------- | -------------------- | -------------------- | -------------------- | -------------------- | -------------------- |
| 1                    | République tchèque   | 9                    | 4                    | 1                    | 301                  | 286                  | +15                  | +4                   |
| 2                    | Lituanie             | 9                    | 4                    | 1                    | 331                  | 298                  | +33                  | -4                   |
| 3                    | Russie               | 8                    | 3                    | 2                    | 326                  | 317                  | +9                   |                      |
| 4                    | Turquie              | 7                    | 2                    | 3                    | 303                  | 313                  | -10                  | +9                   |
| 5                    | Biélorussie          | 7                    | 2                    | 3                    | 285                  | 291                  | -6                   | -9                   |
| 6                    | Grande-Bretagne      | 5                    | 0                    | 5                    | 264                  | 305                  | -41                  |                      |

| 23 juin 2011 | Grande-Bretagne    | 63 - 64 |  | Lituanie           |
| 23 juin 2011 | Biélorussie        | 62 - 51 |  | Russie             |
| 23 juin 2011 | Turquie            | 51 - 56 |  | République tchèque |
| 25 juin 2011 | Grande-Bretagne    | 57 - 64 |  | Turquie            |
| 25 juin 2011 | Russie             | 69 - 55 |  | République tchèque |
| 25 juin 2011 | Lituanie           | 68 - 50 |  | Biélorussie        |
| 27 juin 2011 | Russie             | 62 - 59 |  | Grande-Bretagne    |
| 27 juin 2011 | République tchèque | 63 - 59 |  | Lituanie           |
| 27 juin 2011 | Biélorussie        | 56 - 65 |  | Turquie            |

| Groupe F (Katowice) | Groupe F (Katowice) | Groupe F (Katowice) | Groupe F (Katowice) | Groupe F (Katowice) | Groupe F (Katowice) | Groupe F (Katowice) | Groupe F (Katowice) | Groupe F (Katowice) |
|                     | Équipe              | Pts                 | G                   | P                   | PP                  | PC                  | Diff                | Dép                 |
| ------------------- | ------------------- | ------------------- | ------------------- | ------------------- | ------------------- | ------------------- | ------------------- | ------------------- |
| 1                   | Monténégro          | 10                  | 5                   | 0                   | 364                 | 308                 | +56                 |                     |
| 2                   | Lettonie            | 8                   | 3                   | 2                   | 315                 | 310                 | +5                  | +3                  |
| 3                   | France              | 8                   | 3                   | 2                   | 347                 | 281                 | +66                 | -3                  |
| 4                   | Croatie             | 7                   | 2                   | 3                   | 300                 | 361                 | -61                 | +4                  |
| 5                   | Espagne             | 7                   | 2                   | 3                   | 327                 | 340                 | -13                 | -4                  |
| 6                   | Pologne             | 5                   | 0                   | 5                   | 279                 | 332                 | -53                 |                     |

| 22 juin 2011 | Croatie    | 60 - 81 |  | Monténégro |
| 22 juin 2011 | Pologne    | 53 - 62 |  | Lettonie   |
| 22 juin 2011 | France     | 79 - 55 |  | Espagne    |
| 24 juin 2011 | Espagne    | 66 - 57 |  | Lettonie   |
| 24 juin 2011 | Croatie    | 64 - 56 |  | Pologne    |
| 24 juin 2011 | Monténégro | 73 - 68 |  | France     |
| 26 juin 2011 | France     | 58 - 54 |  | Pologne    |
| 26 juin 2011 | Espagne    | 71 - 75 |  | Croatie    |
| 26 juin 2011 | Lettonie   | 70 - 74 |  | Monténégro |

Légende : 
Pts : nombre de points (la victoire vaut 2 points, la défaite 1)
G : nombre de matches gagnés,  P : nombre de matches perdus
PP : nombre de points marqués,  PC : nombre de points encaissés, Diff. : différence de points, Dép : départage
ap : après prolongations
 en vert et gras les équipes qualifiées pour les 1/4 de finale, en rose et italique les équipes éliminées.

## Tableau final
|  | Quarts de finale           | Quarts de finale           | Quarts de finale               | Quarts de finale           |                    |                    | Demi-finales                   | Demi-finales                   | Demi-finales                   | Demi-finales                   |                               |                               | Finale                       | Finale                       | Finale                       | Finale                       |
|  |                            |                            |                                |                            |                    |                    |                                |                                |                                |                                |                               |                               |                              |                              |                              |                              |
|  | 29 juin 2011, 20h30 à Łódź | 29 juin 2011, 20h30 à Łódź | 29 juin 2011, 20h30 à Łódź     | 29 juin 2011, 20h30 à Łódź |                    |                    | 1er juillet 2011, 18h00 à Łódź | 1er juillet 2011, 18h00 à Łódź | 1er juillet 2011, 18h00 à Łódź | 1er juillet 2011, 18h00 à Łódź |                               |                               | 3 juillet 2011, 20h30 à Łódź | 3 juillet 2011, 20h30 à Łódź | 3 juillet 2011, 20h30 à Łódź | 3 juillet 2011, 20h30 à Łódź |
|  | 29 juin 2011, 20h30 à Łódź | 29 juin 2011, 20h30 à Łódź | 29 juin 2011, 20h30 à Łódź     | 29 juin 2011, 20h30 à Łódź |                    |                    | 1er juillet 2011, 18h00 à Łódź | 1er juillet 2011, 18h00 à Łódź | 1er juillet 2011, 18h00 à Łódź | 1er juillet 2011, 18h00 à Łódź |                               |                               | 3 juillet 2011, 20h30 à Łódź | 3 juillet 2011, 20h30 à Łódź | 3 juillet 2011, 20h30 à Łódź | 3 juillet 2011, 20h30 à Łódź |
|  | E1                         | République tchèque         | 79                             | 79                         |                    |                    | 1er juillet 2011, 18h00 à Łódź | 1er juillet 2011, 18h00 à Łódź | 1er juillet 2011, 18h00 à Łódź | 1er juillet 2011, 18h00 à Łódź |                               |                               | 3 juillet 2011, 20h30 à Łódź | 3 juillet 2011, 20h30 à Łódź | 3 juillet 2011, 20h30 à Łódź | 3 juillet 2011, 20h30 à Łódź |
|  | E1                         | République tchèque         | 79                             | 79                         |                    |                    | 1er juillet 2011, 18h00 à Łódź | 1er juillet 2011, 18h00 à Łódź | 1er juillet 2011, 18h00 à Łódź | 1er juillet 2011, 18h00 à Łódź |                               |                               | 3 juillet 2011, 20h30 à Łódź | 3 juillet 2011, 20h30 à Łódź | 3 juillet 2011, 20h30 à Łódź | 3 juillet 2011, 20h30 à Łódź |
|  | F4                         | Croatie                    | 63                             | 63                         |                    |                    | 1er juillet 2011, 18h00 à Łódź | 1er juillet 2011, 18h00 à Łódź | 1er juillet 2011, 18h00 à Łódź | 1er juillet 2011, 18h00 à Łódź |                               |                               | 3 juillet 2011, 20h30 à Łódź | 3 juillet 2011, 20h30 à Łódź | 3 juillet 2011, 20h30 à Łódź | 3 juillet 2011, 20h30 à Łódź |
|  | F4                         | Croatie                    | 63                             | 63                         | République tchèque | République tchèque | 53                             | 53                             |                                |                                |                               |                               | 3 juillet 2011, 20h30 à Łódź | 3 juillet 2011, 20h30 à Łódź | 3 juillet 2011, 20h30 à Łódź | 3 juillet 2011, 20h30 à Łódź |
|  | 29 juin 2011, 18h00 à Łódź |                            |                                |                            | République tchèque | République tchèque | 53                             | 53                             |                                |                                |                               |                               | 3 juillet 2011, 20h30 à Łódź | 3 juillet 2011, 20h30 à Łódź | 3 juillet 2011, 20h30 à Łódź | 3 juillet 2011, 20h30 à Łódź |
|  |                            |                            | Russie                         | Russie                     | 85                 | 85                 |                                |                                |                                |                                |                               |                               | 3 juillet 2011, 20h30 à Łódź | 3 juillet 2011, 20h30 à Łódź | 3 juillet 2011, 20h30 à Łódź | 3 juillet 2011, 20h30 à Łódź |
|  | E3                         | Russie                     | Russie                         | Russie                     | 85                 | 85                 | 83                             | 83                             |                                |                                |                               |                               | 3 juillet 2011, 20h30 à Łódź | 3 juillet 2011, 20h30 à Łódź | 3 juillet 2011, 20h30 à Łódź | 3 juillet 2011, 20h30 à Łódź |
|  | E3                         | Russie                     | 1er juillet 2011, 20h30 à Łódź |                            |                    |                    | 83                             | 83                             |                                |                                |                               |                               | 3 juillet 2011, 20h30 à Łódź | 3 juillet 2011, 20h30 à Łódź | 3 juillet 2011, 20h30 à Łódź | 3 juillet 2011, 20h30 à Łódź |
|  | F2                         | Lettonie                   | 72                             | 72                         |                    |                    |                                |                                |                                |                                |                               |                               | 3 juillet 2011, 20h30 à Łódź | 3 juillet 2011, 20h30 à Łódź | 3 juillet 2011, 20h30 à Łódź | 3 juillet 2011, 20h30 à Łódź |
|  | F2                         | Lettonie                   | 72                             | 72                         | Russie             | Russie             | 59                             | 59                             |                                |                                |                               |                               |                              |                              |                              |                              |
|  | 30 juin 2011, 20h30 à Łódź |                            |                                |                            | Russie             | Russie             | 59                             | 59                             |                                |                                |                               |                               |                              |                              |                              |                              |
|  |                            |                            | Turquie                        | Turquie                    | 42                 | 42                 |                                |                                |                                |                                |                               |                               |                              |                              |                              |                              |
|  | E2                         | Lituanie                   | Turquie                        | Turquie                    | 42                 | 42                 | 58                             | 58                             |                                |                                |                               |                               |                              |                              |                              |                              |
|  | E2                         | Lituanie                   |                                |                            |                    |                    |                                |                                |                                |                                |                               |                               |                              |                              |                              |                              |
|  | F3                         | France                     | 66                             | 66                         |                    |                    |                                |                                |                                |                                |                               |                               |                              |                              |                              |                              |
|  | F3                         | France                     | 66                             | 66                         | France             | France             | 62ap                           | 62ap                           | Match pour la troisième place  | Match pour la troisième place  | Match pour la troisième place | Match pour la troisième place |                              |                              |                              |                              |
|  | 30 juin 2011, 18h00 à Łódź |                            |                                |                            | France             | France             | 62ap                           | 62ap                           | Match pour la troisième place  | Match pour la troisième place  | Match pour la troisième place | Match pour la troisième place |                              |                              |                              |                              |
|  |                            |                            | Turquie                        | Turquie                    | 68                 | 68                 |                                |                                | 3 juillet 2011, 18h00 à Łódź   | 3 juillet 2011, 18h00 à Łódź   | 3 juillet 2011, 18h00 à Łódź  | 3 juillet 2011, 18h00 à Łódź  |                              |                              |                              |                              |
|  | E4                         | Turquie                    | Turquie                        | Turquie                    | 68                 | 68                 | 56                             | 56                             | 3 juillet 2011, 18h00 à Łódź   | 3 juillet 2011, 18h00 à Łódź   | 3 juillet 2011, 18h00 à Łódź  | 3 juillet 2011, 18h00 à Łódź  |                              |                              |                              |                              |
|  | E4                         | Turquie                    |                                |                            |                    |                    |                                | 56                             |                                |                                | République tchèque            | République tchèque            | 56                           | 56                           |                              |                              |
|  | F1                         | Monténégro                 | 44                             | 44                         |                    |                    |                                |                                |                                |                                | République tchèque            | République tchèque            | 56                           | 56                           |                              |                              |
|  | F1                         | Monténégro                 | 44                             | 44                         | France             | France             | 63                             | 63                             |                                |                                |                               |                               |                              |                              |                              |                              |
|  |                            |                            |                                |                            |                    |                    |                                |                                |                                |                                |                               |                               |                              |                              |                              |                              |

## Classement 5 à 8
Les équipes éliminées en quart de finale sont reversées dans ce tableau de classement.
|  | Tour de classement             | Tour de classement         |          |    | 5e place                     | 5e place                     |
|  | Tour de classement             | Tour de classement         |          |    | 5e place                     | 5e place                     |
|  |                                |                            |          |    |                              |                              |
|  | 30 juin 2011, 15h30 à Łódź     | 30 juin 2011, 15h30 à Łódź |          |    | 2 juillet 2011, 20h30 à Łódź | 2 juillet 2011, 20h30 à Łódź |
|  | 30 juin 2011, 15h30 à Łódź     | 30 juin 2011, 15h30 à Łódź |          |    | 2 juillet 2011, 20h30 à Łódź | 2 juillet 2011, 20h30 à Łódź |
|  | Croatie                        | 84                         |          |    | 2 juillet 2011, 20h30 à Łódź | 2 juillet 2011, 20h30 à Łódź |
|  | Croatie                        | 84                         |          |    | 2 juillet 2011, 20h30 à Łódź | 2 juillet 2011, 20h30 à Łódź |
|  | Lettonie                       | 75                         |          |    | 2 juillet 2011, 20h30 à Łódź | 2 juillet 2011, 20h30 à Łódź |
|  | Lettonie                       | 75                         | Croatie  | 73 |                              |                              |
|  | 1er juillet 2011, 15h30 à Łódź |                            | Croatie  | 73 |                              |                              |
|  |                                | Monténégro                 | 59       |    |                              |                              |
|  | Lituanie                       | Monténégro                 | 59       | 59 |                              |                              |
|  | Lituanie                       |                            |          | 59 |                              |                              |
|  | Monténégro                     | 68                         |          |    |                              |                              |
|  | Monténégro                     | 68                         | 7e place |    |                              |                              |
|  |                                |                            |          |    |                              |                              |
|  | 2 juillet 2011, 18h00 à Łódź   |                            |          |    |                              |                              |
|  |                                |                            |          |    |                              |                              |
|  | Lettonie                       | 56                         |          |    |                              |                              |
|  | Lettonie                       | 56                         |          |    |                              |                              |
|  | Lituanie                       | 75                         |          |    |                              |                              |
|  | Lituanie                       | 75                         |          |    |                              |                              |

## Statistiques et récompenses

### Meilleure joueuse du tournoi
Ielena Danilotchkina

### 5 majeur du tournoi
- Sandra Mandir (Meneuse)
- Ielena Danilotchkina (Arrière)
- Eva Vítečková (Ailière)
- Nevriye Yılmaz (Pivot)
- Maria Stepanova (Pivot)

### Meilleures joueuses par catégorie statistique
| Nom               | PPM  |
| ----------------- | ---- |
| Iva Perovanović   | 16,4 |
| Ewelina Kobryn    | 14,7 |
| Elina Babkina     | 14,4 |
| Sandra Mandir     | 14,3 |
| Kateřina Elhotová | 14,2 |

| Nom              | RPM |
| ---------------- | --- |
| Zane Tamane      | 9,1 |
| Maria Stepanova  | 8,9 |
| Alena Lewtchanka | 8,2 |
| Iva Perovanović  | 7,8 |
| Ewelina Kobryn   | 7,7 |

| Nom                 | APM |
| ------------------- | --- |
| Elina Babkina       | 4,2 |
| Veronika Bortelová  | 4,1 |
| Birsel Vardarlı     | 0,0 |
| Natallia Martchanka | 3,8 |
| Sandra Mandir       | 3,8 |

| Nom                    | CPM |
| ---------------------- | --- |
| Sandrine Gruda         | 1,7 |
| Ewelina Kobryn         | 1,7 |
| Zane Tamane            | 1,4 |
| Anastasiya Verameyenka | 1,4 |
| Ilona Burgrová         | 1,2 |

| Nom                 | IPM |
| ------------------- | --- |
| Laia Palau          | 2,7 |
| Sancho Lyttle       | 2,5 |
| Sandra Linkevičienė | 2,4 |
| Jelena Ivezić       | 2,1 |
| Jelena Škerović     | 2,3 |

Les statistiques sont exprimées en unités par match joué.

## Classement final
| Rang               | Équipe             | V-D |
| ------------------ | ------------------ | --- |
| Médaille d'or      | Russie             | 7-2 |
| Médaille d'argent  | Turquie            | 5-4 |
| Médaille de bronze | France             | 6-3 |
| 4                  | République tchèque | 6-3 |
| 5                  | Croatie            | 5-4 |
| 6                  | Monténégro         | 7-2 |
| 7                  | Lituanie           | 5-4 |
| 8                  | Lettonie           | 3-6 |
| 9                  | Biélorussie        | 3-3 |
| 9                  | Espagne            | 3-3 |
| 9                  | Grande-Bretagne    | 1-5 |
| 9                  | Pologne            | 1-5 |
| 13                 | Grèce              | 1-2 |
| 13                 | Slovaquie          | 1-2 |
| 13                 | Allemagne          | 0-3 |
| 13                 | Israël             | 0-3 |

- Équipe qualifiée pour les Jeux olympiques de 2012
- Équipes qualifiées pour le tournoi préolympique de basket-ball 2012